# Vencedora (F-36)
La Vencedora (F-36) fue una corbeta, sexta de la clase Descubierta de la Armada Española, que prestó sus servicios como patrullero de altura en los últimos 16 años de servicio. 

## Construcción
Su quilla fue puesta sobre las gradas de los astilleros de la empresa nacional Bazán de Ferrol el 1 de enero de 1978, desde donde fue botada al agua el 27 de abril de 1979. El 6 de enero de 1982, durante su fase de construcción a flote, se produjo una explosión debido a la acumulación de gases en uno de sus compartimentos que causó la muerte a dos operarios y heridas de diversa consideración a otros tres. Tras la conclusión de las obras, se entregó a la Armada el 27 de marzo de 1982, tras lo cual pasó a formar parte de la 21ª Escuadrilla de Escoltas con base en Cartagena.
La Vencedora era un buque de diseño español, que se realizó aprovechando el poso tecnológico que dejó en Bazán (actualmente Navantia) la construcción de las corbetas de diseño alemán de la clase João Coutinho para la armada portuguesa.
La Vencedora contaba con una importante capacidad de lucha antisuperficie, similar o superior a la de casi todas las fragatas en servicio en el mundo en su época hasta su transformación en patrullero en el año 2000, desde entonces, tenía en su inventario 3 RHIB: una Valiant 750 y dos Zodiac Mk5

## Historial

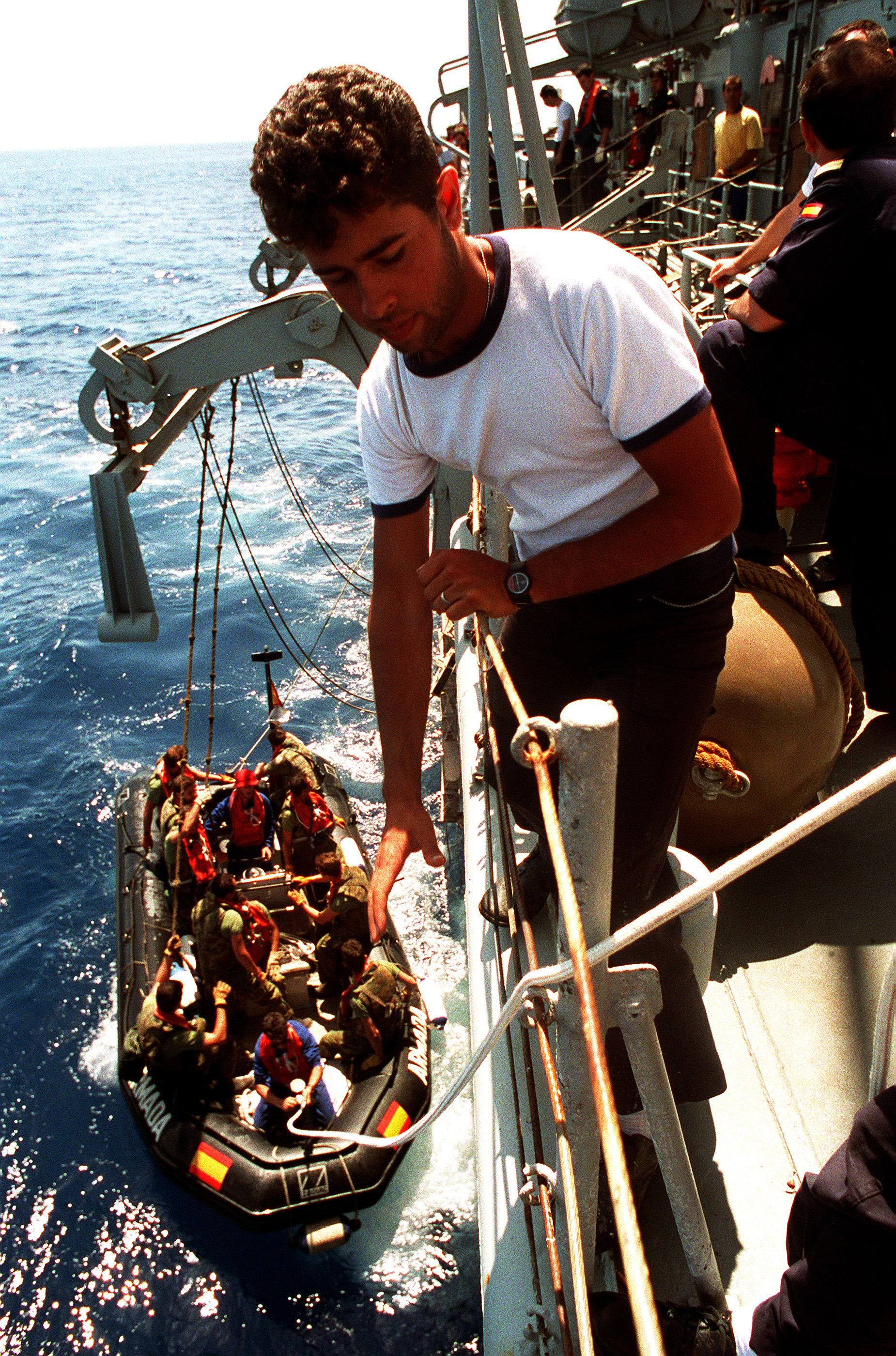
Un marinero a bordo de la fragata española Vencedora (F-36) busca una cuerda mientras se recupera un bote inflable Zodiac que transporta a miembros del grupo de abordaje del barco luego de la inspección de un buque mercante por parte del grupo de abordaje. La Vencedora es uno de los barcos de la Fuerza de Interdicción Marítima (FOMIN), que se formó durante la Operación Escudo del Desierto para hacer cumplir las sanciones comerciales de Estados Unidos contra Irak. 1 de febrero de 1991.

En 1991, fue enviada al Golfo Pérsico junto con la Fragata Victoria y la corbeta Infanta Elena tras la invasión de Kuwait por parte de Irak en misión de vigilancia y bloqueo.
En el año 2003, participó en las que fueron sus últimas maniobras con la catalogación de corbeta, ejercicio Gruflex '03 en las cercanías de Rota, junto a otras 15 unidades de la Armada Española, entre las que se encontraban los dos buques de la Clase Galicia, los dos de la clase Pizarro, las fragatas Santa María, Numancia,  Baleares (F-71 (2) y Extremadura y las corbetas Infanta Elena y Cazadora.
El 13 de enero de 2004 cambió su numeral F-36 por el P-79, y quedó reclasificado como patrullero de altura. El 31 de enero de 2009 fue enviada a aguas del Líbano durante tres meses dentro de la operación UNIFIL (Fuerza Interina de Naciones Unidas en Líbano), formada por unidades de España, Francia, Italia y Portugal, en el marco de las resoluciones de las Naciones Unidas 1707 y 1832, donde relevó al patrullero de altura Infanta Cristina (F-34)
El 6 de marzo de 2010, partió desde Las Palmas de Gran Canaria con rumbo a Cartagena, desde donde partió con rumbo a aguas de Somalia, para reforzar la operación Atalanta de lucha contra la piratería en aguas de Somalia. Retornó a su base en las Palmas de Gran Canaria el 12 de junio de 2010 tras una singladura de más de 14 000 millas náuticas.
El 13 de febrero de 2012, zarpó de su base en las Palmas de Gran Canaria para participar en la formación en materia de seguridad marítima, ejercicios bilaterales y actividades de representación en aguas de Mauritania, Senegal, Benín, Camerún, Nigeria, Gabón, Cabo Verde, Ghana y Guinea Conakri, participando en el ejercicio conjunto Obangame Express 2012 en el Golfo de Guinea con buques de Estados Unidos, Nigeria y Camerún. Retornó a Las Palmas el 4 de mayo.
El 2 de julio, cambiará su base del Arsenal de Las Palmas, por la de Cartagena, base que la había acogido antes de su transformación en patrullero.
En noviembre de 2012, fue centro de un incidente diplomático entre España y Reino Unido en las aguas cercanas a Gibraltar, a raíz del cual, los embajadores de ambos países fueron convocados para protestar, al haber realizado funciones de patrulla en aguas que tanto un país como el otro, reclaman como propias.
El 19 de marzo de 2014, auxilió con su servicio sanitario a 53 inmigrantes que estaban a bordo de una embarcación neumática a la altura de la isla de Alborán, una vez que estos fueron desembarcados en la citada Isla.
El 3 de marzo de 2015 zarpó desde su base de Cartagena para realizar un despliegue de tres meses en la costa occidental de África, en el trascurso del cual participó en diversos ejercicios navales y visitó puertos como Mauritania, Gabón, Ghana, Senegal y Cabo Verde  en apoyo del plan de diplomacia de la defensa, retornando a Cartagena el 6 de junio. Entre el 20 y el 26 de marzo participó en el ejercicio Obangame Express en aguas del golfo de Guinea en la que participaron 22 países.
El 25 de noviembre de 2016 se celebró la despedida oficial del buque tas su participación en los ejercicios GRUFLEX-61, aunque su inmovilización y posterior baja en la Armada está fijada para enero de 2017. Finalmente, el buque fue dado de baja oficialmente el 27 de mayo de 2017.

### Buques de la clase
- Armada Española
  -  Descubierta (F-31)
  -  Diana (F-32)
  -  Infanta Elena (F-33)
  -  Infanta Cristina (F-34)
  -  Cazadora (F-35)
- Marina Real Marroquí
  -  Teniente Coronel Errahmani (F-501)
- Marina egipcia
  -  El Suez (F-941)
  -  El Aboukir (F-946)

### Buques similares
- clase João Coutinho